# ريفر هومبيرتو ألفيس أروجو
ريفر هومبيرتو ألفيس أروجو (بالبرتغالية: Réver‏) (مواليد 4 يناير 1985 في أريرانيا - البرازيل) لاعب كرة قدم برازيلي يلعب حاليا لصالح نادي أتليتيكو مينيرو منذ 2010 في مركز قلب الدفاع.
يبلغ طوله 1.92 متر

## روابط خارجية
- ريفر هومبيرتو ألفيس أروجو على موقع الاتحاد الدولي (مؤرشف)  (الإنجليزية)
- ريفر هومبيرتو ألفيس أروجو على موقع قاعدة بيانات كرة القدم.إي يو (الإنجليزية)
- ريفر هومبيرتو ألفيس أروجو على موقع ناشيونال فوتبول تيمز (الإنجليزية)
- ريفر هومبيرتو ألفيس أروجو على موقع Soccerway.com (الإنجليزية)
- ريفر هومبيرتو ألفيس أروجو على موقع عالم كرة القدم.نت (الإنجليزية)
- ريفر هومبيرتو ألفيس أروجو على موقع AS.com (الإسبانية)